# VD 17

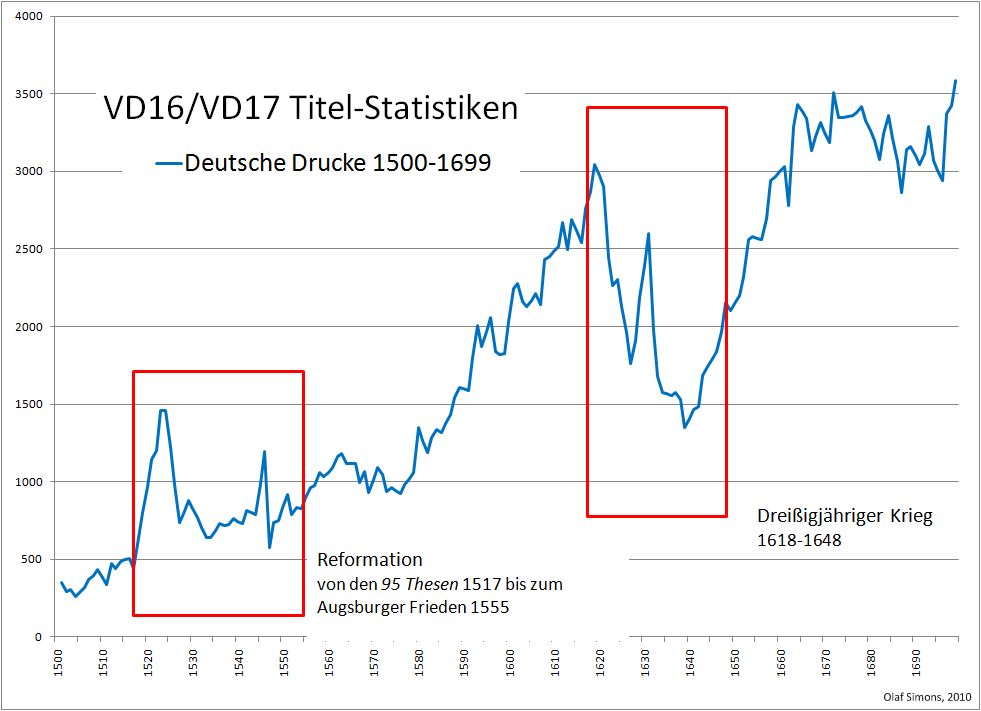
Titelbestand des VD 16 und VD 17. Der Dreißigjährige Krieg (1618–48) führte zu einem Einbruch in der deutschen Buchproduktion.

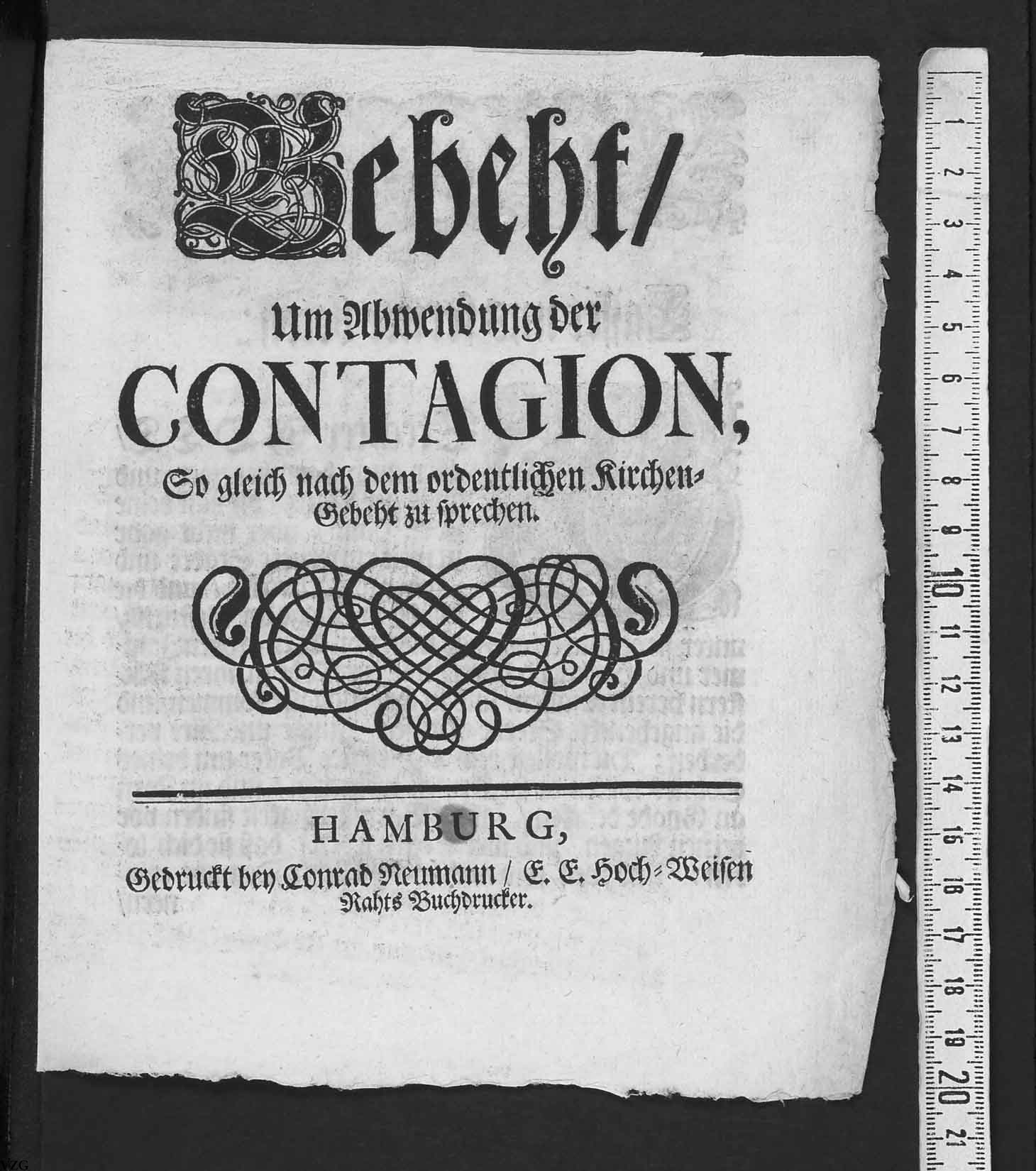
Gebet um Abwendung der Contagion

Das Verzeichnis der im deutschen Sprachraum erschienenen Drucke des 17. Jahrhunderts (kurz VD 17) ist eine bibliografische Datenbank, die eine retrospektive Nationalbibliografie für die Jahre 1601 bis 1700 darstellt. Vergleichbare Bibliografien für das vorangegangene und für das nachfolgende Jahrhundert gibt es mit VD 16 und VD 18.

## Datenbank
Die von der Deutschen Forschungsgemeinschaft geförderte Datenbank wurde am 1. Juli 1996 begonnen. Für die Dauer des Projekts wurden zehn bis zwölf Jahre veranschlagt. In der Datenbank werden alle deutschsprachigen Titel und alle im historischen deutschen Sprachgebiet gedruckten und verlegten Werke (unabhängig von ihrer Sprache) verzeichnet. Nicht enthalten sind Musica practica und Karten. Die Katalogisierung der Drucke erfolgt nach Autopsie der Originale. Zusätzlich enthält der Katalog zur Information des Nutzers und zur Bestimmung der verschiedenen Ausgaben eines Werkes digitale Faksimiles bestimmter Schlüsselseiten bzw. heutzutage bevorzugt vollständige Digitalisate der Originale.
Die Datenbank enthält zurzeit (Stand vom 31. Dezember 2019) rund 303.589 Titel mit 804.329 Exemplaren. Diese sind mit 163.000 Links auf Volldigitalisate und knapp 750.000 Schlüsselseiten verknüpft. Schlüsselseiten sind in der Regel
- Titelseiten
- Seiten mit Namen von Widmungsempfängern
- Beginn des Hauptteils
- Kolophon
- Druckermarken

Wichtiger Bestandteil jeder Titelbeschreibung ist die Erfassung des Fingerprints. Die Herkunft der Titelaufnahme ist am Bibliothekssigel in der VD17-Nummer erkennbar, die – ähnlich wie die ISBN bei modernen Drucken – als Identifikator dient.
Möglicherweise verzeichnet das VD17 nur die Hälfte der relevanten Drucke aus dem 17. Jahrhundert.

## Kooperationspartner
Kooperationspartner des VD 17 sind:
- Staatsbibliothek zu Berlin
- Sächsische Landesbibliothek – Staats- und Universitätsbibliothek Dresden
- Niedersächsische Staats- und Universitätsbibliothek Göttingen
- Universitäts- und Forschungsbibliothek Erfurt/Gotha
- Universitäts- und Landesbibliothek Sachsen-Anhalt Halle
- Bayerische Staatsbibliothek München
- Stadtbibliothek Nürnberg
- Herzogin Anna Amalia Bibliothek Weimar
- Herzog August Bibliothek Wolfenbüttel
- Ratsschulbibliothek Zwickau
- Landesbibliothek Coburg

Zahlreiche weitere große Bibliotheken mit bedeutenden Altbeständen verzeichnen ihre Titel in der VD-17-Datenbank, so u. a. die Universitätsbibliothek Augsburg, die Bibliothek der Philosophisch-Theologischen Hochschule Sankt Georgen in Frankfurt am Main, die Thüringer Universitäts- und Landesbibliothek Jena und die Staatliche Bibliothek Regensburg.
Das VD 17 ist eingebunden in verschiedene wissenschaftliche Fachportale und ist u. a. erreichbar über den Karlsruher Virtuellen Katalog (KVK), die Datenbank liegt auf einem Server beim Gemeinsamen Bibliotheksverbund (GBV).